# Lista de Estados signatários da Convenção do Património Mundial
- Estados-membros
- Estados-parte

Organização das Nações Unidas para a Educação, a Ciência e a Cultura
----

Dentre suas diversas atribuições e área de atuação global, a Organização das Nações Unidas para a Educação, Ciência e Cultura (UNESCO) coordena programas de cooperação internacional para o reconhecimento e preservação do patrimônio histórico e natural em todo o mundo. Durante a décima-sétima (17.ª) Conferência Geral realizada em Paris (França) entre os dias 17 de outubro a 21 de novembro de 1972, a UNESCO homologou o texto oficial da Convenção para a Proteção do Patrimônio Mundial Cultural e Natural. O documento, originalmente aprovado por unanimidade entre os Estados-membros da organização em 16 de outubro daquele mesmo ano, deu entrada em vigor à Convenção do Patrimônio Mundial (World Heritage Convention) e instituiu formalmente como seu órgão representativo o Comitê do Patrimônio Mundial.
Ao aprovar a Convenção do Patrimônio Mundial, um Estado-membro da UNESCO é reconhecido internamente como um dos Estados-parte (States Parties) e passa a colaborar com a organização e demais entidades e organismos internacionais para a preservação de seu patrimônio histórico e natural. Após a aprovação da Convenção do Patrimônio Mundial, o Estado-parte torna-se elegível para sediar e enviar delegados a uma sessão-geral do Comitê do Patrimônio Mundial além de tornar seus locais históricos e naturais elegíveis para inclusão na Lista do Patrimônio Mundial.
A lista abaixo inclui os Estados-parte signatários da Convenção do Patrimônio Mundial por nome comum do país em português conforme reconhecido pela UNESCO, data e estágio atual do reconhecimento do documento, o código do país na organização, a divisão regional que o país integra e o total de sítios reconhecidos como Patrimônio Mundial e os sítios que compõem sua Lista Indicativa. A região citada para cada país listado é equivalente à divisão regional da UNESCO e não propriamente ao Geoesquema das Nações Unidas e, portanto, a quantidade total de sítios é correspondente ao Estado-parte soberano sobre a localização do sítio listado. 

## Estados signatários
Legenda
Estado-parte – o nome do país signatário da Convenção do Patrimônio Mundial em português de acordo com a designação oficialmente adotada pela UNESCO;
Data – a data em que o país aprovou o texto da Convenção do Patrimônio Mundial, tornando-se um Estado-parte da UNESCO;
Documentação – o processo pelo qual o país signatário aprovou o texto da Convenção do Patrimônio Mundial, sendo por Ratificação (processo de aprovação integral do tratado pelo corpo legislativo), Adesão (processo de aprovação parcial do tratado) ou Sucessão (processo em que um Estado-parte sucedeu aos direitos de um Estado predecessor dentro do tratado);
Código – o código de duas letras adotado pelo Sistema das Nações Unidas (incluindo a UNESCO) baseado no padrão ISO 3166-1 Alfa-2;
Região – a divisão regional a que pertence o Estado-parte;
Listados – quantidade total de sítios listados pelo Patrimônio Mundial (culturais, naturais e mistos) localizados naquele país, incluindo sítios compartilhados;
Indicados – quantidade total de sítios ou bens apresentados pelo Estado-parte para contemplação da UNESCO e mantidos em sua "Lista Indicativa" (Tentative List);
Sítio mais recente – bem listado mais recentemente pelo Patrimônio Mundial naquele Estado-parte; o nome listado não corresponde necessariamente à designação oficial do sítio no Centro do Patrimônio Mundial.
Desde a 46ª Sessão do Comitê do Patrimônio Mundial, concluída em 31 de julho de 2024, os seguintes Estados-membros da UNESCO figuram paralelamente como Estados signatários da Convenção do Patrimônio Mundial:
| Estado-parte                    | Adesão                  | Adesão       | Código | Região                                      | Sítios do Patrimônio Mundial | Sítios do Patrimônio Mundial | Sítios do Patrimônio Mundial                                    |
| Estado-parte                    | Data                    | Documentação | Código | Região                                      | Listados                     | Indicados                    | Sítio mais recente                                              |
| ------------------------------- | ----------------------- | ------------ | ------ | ------------------------------------------- | ---------------------------- | ---------------------------- | --------------------------------------------------------------- |
| Afeganistão                     | 19 de março de 1979     | Ratificação  | AF     | Ásia e Pacífico                             | 2                            | 4                            | Vale de Bamiã (2003)                                            |
| África do Sul                   | 10 de julho de 1997     | Ratificação  | ZA     | África                                      | 12                           | 0                            | Diepkloof (2024)                                                |
| Alemanha                        | 23 de agosto de 1976    | Ratificação  | DE     | Europa e América do Norte                   | 54                           | 12                           | Schwerin (2024)                                                 |
| Andorra                         | 3 de janeiro de 1997    | Adesão       | AD     | Europa e América do Norte                   | 1                            | 1                            | Vale Madriu-Perafita-Claror (2004)                              |
| Angola                          | 7 de novembro de 1991   | Ratificação  | AO     | África                                      | 1                            | 3                            | M'banza Congo (2017)                                            |
| Antígua e Barbuda               | 1 de novembro de 1983   | Ratificação  | AG     | América Latina e o Caribe                   | 1                            | 0                            | Docas Navais de Antigua (2016)                                  |
| Arábia Saudita                  | 7 de agosto de 1978     | Adesão       | SA     | Estados Árabes                              | 8                            | 14                           | 'Uruq Bani Ma'arid (2023)                                       |
| Argélia                         | 24 de junho de 1974     | Ratificação  | DZ     | Estados Árabes                              | 7                            | 6                            | Casbá de Argel (1992)                                           |
| Argentina                       | 23 de agosto de 1978    | Ratificação  | AR     | América Latina e o Caribe                   | 12                           | 8                            | Escola de Mecânica da Armada (2023)                             |
| Austrália                       | 22 de agosto de 1974    | Ratificação  | AU     | Ásia e Pacífico                             | 20                           | 9                            | Costa de Ningaloo (2011)                                        |
| Áustria                         | 18 de dezembro de 1992  | Ratificação  | AT     | Europa e América do Norte                   | 12                           | 2                            | Grandes cidades termais da Europa (2021)                        |
| Azerbaijão                      | 16 de dezembro de 1993  | Ratificação  | AZ     | Europa e América do Norte                   | 5                            | 12                           | Paisagem cultural de Khinalug (2023)                            |
| Bahamas                         | 15 de maio de 2014      | Ratificação  | BS     | América Latina e o Caribe                   | 0                            | 2                            | —                                                               |
| Bahrein                         | 28 de maio de 1991      | Ratificação  | BH     | Estados Árabes                              | 3                            | 6                            | Túmulos de Dilmun (2019)                                        |
| Bangladesh                      | 3 de agosto de 1983     | Adesão       | BD     | Ásia e Pacífico                             | 3                            | 7                            | Sundarbans (1997)                                               |
| Barbados                        | 9 de abril de 2002      | Adesão       | BB     | América Latina e o Caribe                   | 1                            | 2                            | Bridgetown (2011)                                               |
| Bélgica                         | 24 de julho de 1996     | Ratificação  | BE     | Europa e América do Norte                   | 16                           | 16                           | Sítios funerários da Frente Ocidental (2023)                    |
| Belize                          | 6 de novembro de 1990   | Ratificação  | BZ     | América Latina e o Caribe                   | 1                            | 0                            | Barreira do Belize (1996)                                       |
| Benim                           | 14 de junho de 1982     | Ratificação  | BJ     | África                                      | 3                            | 5                            | Koutammakou (2004)                                              |
| Bielorrússia                    | 12 de outubro de 1988   | Ratificação  | BY     | Europa e América do Norte                   | 4                            | 6                            | Floresta Białowieża (2014)                                      |
| Bolívia                         | 4 de outubro de 1976    | Ratificação  | BO     | América Latina e o Caribe                   | 7                            | 5                            | Qhapaq Ñan (2014)                                               |
| Bósnia e Herzegovina            | 12 de julho de 1993     | Sucessão     | BA     | Europa e América do Norte                   | 5                            | 9                            | Caverna Vjetrenica em Ravno (2024)                              |
| Botswana                        | 23 de novembro de 1998  | Adesão       | BW     | África                                      | 2                            | 7                            | Delta do Okavango (2014)                                        |
| Brasil                          | 1 de setembro de 177    | Ratificação  | BR     | América Latina e o Caribe                   | 24                           | 22                           | Lençóis Maranhenses (2024)                                      |
| Brunei                          | 12 de agosto de 2011    | Ratificação  | BN     | Ásia e Pacífico                             | 0                            | 0                            | —                                                               |
| Bulgária                        | 7 de março de 1974      | Adesão       | BG     | Europa e América do Norte                   | 10                           | 16                           | Florestas primárias e antigas de faias dos Cárpatos (2021)      |
| Butão                           | 22 de outubro de 1991   | Ratificação  | BT     | Ásia e Pacífico                             | 0                            | 8                            | —                                                               |
| Burquina Fasso                  | 2 de abril de 1987      | Ratificação  | BF     | África                                      | 4                            | 4                            | Corte real de Tiébélé (2024)                                    |
| Burundi                         | 19 de maio de 1982      | Ratificação  | BI     | África                                      | 0                            | 0                            | —                                                               |
| Cabo Verde                      | 28 de abril de 1988     | Adesão       | CV     | África                                      | 1                            | 8                            | Cidade Velha (2009)                                             |
| Camboja                         | 28 de novembro de 1991  | Adesão       | KH     | Ásia e Pacífico                             | 4                            | 7                            | Koh Ker (2023)                                                  |
| Camarões                        | 7 de dezembro de 1982   | Ratificação  | CM     | Regiões da UNESCO#                          | 2                            | 18                           | Trinacional Sangha (2012)                                       |
| Canadá                          | 23 de julho de 1976     | Adesão       | CA     | Europa e América do Norte                   | 22                           | 10                           | Ilha Anticosti (2023)                                           |
| Catar                           | 12 de setembro de 1984  | Ratificação  | QA     | Estados Árabes                              | 1                            | 2                            | Zubarah (2013)                                                  |
| Cazaquistão                     | 29 de abril de 1994     | Adesão       | KZ     | Ásia e Pacífico                             | 6                            | 13                           | Tian Shan Ocidental (2016)                                      |
| Chade                           | 23 de junho de 1999     | Ratificação  | TD     | África                                      | 2                            | 7                            | Planalto de Ennedi (2016)                                       |
| Chéquia                         | 26 de março de 1993     | Sucessão     | CZ     | Europa e América do Norte                   | 17                           | 13                           | Žatec e a paisagem do lúpulo Saaz (2023)                        |
| Chile                           | 20 de fevereiro de 1980 | Ratificação  | CL     | América Latina e o Caribe                   | 7                            | 18                           | Cultura Chinchorro (2021)                                       |
| China                           | 12 de dezembro de 1985  | Ratificação  | CN     | Ásia e Pacífico                             | 59                           | 59                           | Eixo Central de Beijing (2024)                                  |
| Chipre                          | 14 de agosto de 1975    | Adesão       | CY     | Europa e América do Norte                   | 3                            | 11                           | Choirokoitia (1998)                                             |
| Colômbia                        | 24 de maio de 1983      | Adesão       | CO     | América Latina e o Caribe                   | 9                            | 13                           | Parque Nacional Chiribiquete (2018)                             |
| Comores                         | 27 de setembro de 2000  | Ratificação  | KM     | Regiões da UNESCO#                          | 0                            | 4                            | —                                                               |
| Coreia do Norte                 | 21 de julho de 1998     | Adesão       | KP     | Ásia e Pacífico                             | 2                            | 5                            | Kaesong (2023)                                                  |
| Coreia do Sul                   | 14 de setembro de 1988  | Adesão       | KR     | Ásia e Pacífico                             | 16                           | 14                           | Túmulos Gaya (2023)                                             |
| Costa do Marfim                 | 9 de janeiro de 1981    | Ratificação  | CI     | África                                      | 5                            | 2                            | Mesquitas sudanesas (2021)                                      |
| Costa Rica                      | 23 de agosto de 1977    | Ratificação  | CR     | América Latina e o Caribe                   | 4                            | 1                            | Esferas de Diquís (2014)                                        |
| Croácia                         | 6 de julho de 1992      | Sucessão     | HR     | Regiões da UNESCO#                          | 10                           | 15                           | Obras venezianas de defesa (2017)                               |
| Cuba                            | 24 de março de 1981     | Ratificação  | CU     | América Latina e o Caribe                   | 9                            | 14                           | Cienfuegos (2005)                                               |
| Dinamarca                       | 25 de julho de 1979     | Ratificação  | DK     | Europa e América do Norte                   | 11                           | 6                            | Fortificações viquingues em anel (2023)                         |
| Djibuti                         | 30 de agosto de 2007    | Ratificação  | DJ     | África                                      | 0                            | 10                           | —                                                               |
| Dominica                        | 4 de abril de 1995      | Ratificação  | DM     | América Latina e o Caribe                   | 1                            | 3                            | Parque Nacional de Morne Trois Pitons (1997)                    |
| Egito                           | 7 de fevereiro de 1974  | Ratificação  | EG     | Estados Árabes                              | 7                            | 34                           | Uádi Hitã (2005)                                                |
| El Salvador                     | 8 de outubro de 1991    | Adesão       | SV     | América Latina e o Caribe                   | 1                            | 6                            | Joya de Cerén 1993)                                             |
| Emirados Árabes Unidos          | 11 de maio de 2001      | Adesão       | AE     | Estados Árabes                              | 1                            | 17                           | Locais culturais de Alaine (2011)                               |
| Equador                         | 16 de junho de 1975     | Adesão       | EC     | América Latina e o Caribe                   | 5                            | 5                            | Qhapaq Ñan (2014)                                               |
| Eritreia                        | 24 de outubro de 2001   | Adesão       | ER     | África                                      | 1                            | 1                            | Asmara, uma cidade modernista (2017)                            |
| Eslováquia                      | 31 de março de 1993     | Sucessão     | SK     | Europa e América do Norte                   | 8                            | 12                           | Fronteiras do Império Romano - Limes do Danúbio (2021)          |
| Eslovênia                       | 5 de novembro de 1992   | Sucessão     | SI     | Europa e América do Norte                   | 5                            | 4                            | Centro Histórico de Liubliana (2021)                            |
| Espanha                         | 4 de maio de 1982       | Adesão       | ES     | Europa e América do Norte                   | 50                           | 35                           | Menorca Talayótica (2023)                                       |
| Essuatíni                       | 30 de novembro de 2005  | Ratificação  | SZ     | África                                      | 0                            | 1                            | —                                                               |
| Estados Federados da Micronésia | 22 de julho de 2002     | Adesão       | FM     | Ásia e Pacífico                             | 1                            | 1                            | Nan Madol (2016)                                                |
| Estados Unidos                  | 7 de dezembro de 1973   | Ratificação  | US     | Europa e América do Norte                   | 26                           | 17                           | Obras de terra cerimoniais Hopewell (2023)                      |
| Etiópia                         | 6 de julho de 1977      | Ratificação  | ET     | África                                      | 12                           | 6                            | Melka Kunture (2024)                                            |
| Fiji                            | 21 de novembro de 1990  | Ratificação  | FJ     | Ásia e Pacífico                             | 1                            | 3                            | Porto Histórico de Levuka (2013)                                |
| Filipinas                       | 19 de setembro de 1985  | Ratificação  | PH     | Ásia e Pacífico                             | 6                            | 25                           | Monte Hamiguitan (2014)                                         |
| Finlândia                       | 4 de março de 1987      | Ratificação  | FI     | Europa e América do Norte                   | 7                            | 2                            | Arco geodésico de Struve (2005)                                 |
| França                          | 27 de junho de 1975     | Adesão       | FR     | Europa e América do Norte                   | 53                           | 33                           | Te Henua Enata - Ilhas Marquesas (2024)                         |
| Gabão                           | 30 de dezembro de 1986  | Ratificação  | GA     | África                                      | 2                            | 6                            | Parque Nacional de Ivindo (2021)                                |
| Gâmbia                          | 1 de julho de 1987      | Ratificação  | GM     | África                                      | 2                            | 2                            | Círculos de pedras da Senegâmbia (2006)                         |
| Geórgia                         | 4 de novembro de 1992   | Sucessão     | GE     | Europa e América do Norte                   | 4                            | 14                           | Florestas tropicais e zonas úmidas da Cólquida (2021)           |
| Gana                            | 4 de julho de 1975      | Ratificação  | GH     | África                                      | 2                            | 6                            | Edifícios tradicionais axantes (1980)                           |
| Granada                         | 13 de agosto de 1998    | Adesão       | GD     | América Latina e o Caribe                   | 0                            | 3                            | —                                                               |
| Grécia                          | 17 de julho de 1981     | Ratificação  | GR     | Europa e América do Norte                   | 19                           | 13                           | Paisagem cultural de Zagori (2023)                              |
| Guatemala                       | 16 de janeiro de 1979   | Ratificação  | GT     | América Latina e o Caribe                   | 4                            | 22                           | Takalik Abaj (2023)                                             |
| Guiana                          | 20 de junho de 1977     | Adesão       | GY     | América Latina e o Caribe                   | 0                            | 5                            | —                                                               |
| Guiné                           | 18 de março de 1979     | Ratificação  | GN     | África                                      | 1                            | 8                            | Reserva natural integral do Monte Nimba (1981)                  |
| Guiné-Bissau                    | 28 de janeiro de 2006   | Ratificação  | GW     | África                                      | 0                            | 1                            | —                                                               |
| Guiné Equatorial                | 10 de março de 2010     | Ratificação  | QG     | África                                      | 0                            | 0                            | —                                                               |
| Haiti                           | 18 de janeiro de 1980   | Ratificação  | HT     | América Latina e o Caribe                   | 1                            | 2                            | Parque Nacional Histórico (1982)                                |
| Honduras                        | 8 de junho de 1979      | Ratificação  | HN     | América Latina e o Caribe                   | 2                            | 4                            | Reserva da Biosfera de Río Plátano (1982)                       |
| Hungria                         | 15 de julho de 1985     | Adesão       | HU     | Europa e América do Norte                   | 8                            | 11                           | Região vinícola de Tokaj (2002)                                 |
| Iêmen                           | 7 de outubro de 1980    | Ratificação  | YE     | Estados Árabes                              | 5                            | 9                            | Complexo arqueológico de Ma'rib (2023)                          |
| Ilhas Cook                      | 16 de janeiro de 2009   | Ratificação  | CK     | Ásia e Pacífico                             | 0                            | 1                            | —                                                               |
| Ilhas Marshall                  | 24 de abril de 2002     | Adesão       | MH     | Ásia e Pacífico                             | 1                            | 3                            | Atol de Bikini (2010)                                           |
| Ilhas Maurícias                 | 19 de setembro de 1995  | Ratificação  | MU     | África                                      | 2                            | 1                            | Paisagem Cultural de Le Morne (2008)                            |
| Ilhas Salomão                   | 10 de junho de 1992     | Adesão       | SB     | Ásia e Pacífico                             | 1                            | 2                            | Rennell Oriental (1998)                                         |
| Índia                           | 14 de novembro de 1977  | Ratificação  | IN     | Ásia e Pacífico                             | 43                           | 62                           | Moidams (2024)                                                  |
| Indonésia                       | 6 de julho de 1989      | Adesão       | ID     | Ásia e Pacífico                             | 10                           | 21                           | Joguejacarta e seus locais históricos (2024)                    |
| Irão                            | 5 de março de 1974      | Adesão       | IR     | Ásia e Pacífico                             | 28                           | 58                           | Caravançarais persas (2023)                                     |
| Iraque                          | 5 de março de 1974      | Adesão       | IQ     | Estados Árabes                              | 6                            | 15                           | Babilônia (2019)                                                |
| Irlanda                         | 16 de setembro de 1991  | Ratificação  | IE     | Europa e América do Norte                   | 2                            | 3                            | Skellig Michael (1996)                                          |
| Islândia                        | 19 de dezembro de 1995  | Ratificação  | IS     | Europa e América do Norte                   | 3                            | 6                            | Parque Nacional Vatnajökull (2019)                              |
| Israel                          | 6 de outubro de 1999    | Adesão       | IL     | Europa e América do Norte                   | 9                            | 18                           | Bete-Searim (2015)                                              |
| Itália                          | 23 de junho de 1978     | Ratificação  | IT     | Europa e América do Norte                   | 60                           | 32                           | Via Ápia (2024)                                                 |
| Jamaica                         | 14 de junho de 1983     | Adesão       | JM     | América Latina e o Caribe                   | 1                            | 3                            | Montanhas Azuis e John Crow (2015)                              |
| Japão                           | 30 de junho de 1992     | Adesão       | JP     | Ásia e Pacífico                             | 26                           | 4                            | Ilha de Sado (2024)                                             |
| Jordânia                        | 5 de maio de 1975       | Ratificação  | JO     | Estados Árabes                              | 7                            | 14                           | Umm el-Jimal (2024)                                             |
| Kiribati                        | 12 de maio de 2000      | Adesão       |        | Ásia e Pacífico                             | 1                            | 0                            | Área Protegida das Ilhas Fénix (2010)                           |
| Kuwait                          | 6 de junho de 2002      | Ratificação  | KW     | Estados Árabes                              | 0                            | 5                            | —                                                               |
| Laos                            | 20 de março de 1987     | Ratificação  | LA     | Ásia e Pacífico                             | 3                            | 2                            | Planície dos Jarros (2019)                                      |
| Letónia                         | 10 de janeiro de 1995   | Adesão       | LV     | Europa e América do Norte                   | 3                            | 3                            | Cidade histórica de Kuldīga (2023)                              |
| Líbano                          | 3 de fevereiro de 1983  | Ratificação  | LB     | Estados Árabes                              | 6                            | 9                            | Feira Internacional Rachid Karami (2023)                        |
| Lesoto                          | 25 de novembro de 2003  | Adesão       | LS     | África                                      | 1                            | 1                            | Parque uKhahlamba Drakensberg (2000)                            |
| Libéria                         | 28 de março de 2002     | Adesão       | LR     | África                                      | 0                            | 3                            | —                                                               |
| Líbia                           | 13 de outubro de 1978   | Ratificação  | LY     | Estados Árabes                              | 5                            | 3                            | Gadamés (1986)                                                  |
| Lituânia                        | 31 de março de 1992     | Adesão       | LT     | Europa e América do Norte                   | 5                            | 1                            | Kaunas modernista (2023)                                        |
| Luxemburgo                      | 28 de setembro de 1983  | Ratificação  | LU     | Europa e América do Norte                   | 1                            | 0                            | Cidade de Luxemburgo (1994)                                     |
| Macedônia do Norte              | 30 de abril de 1997     | Sucessão     | MK     | Europa e América do Norte                   | 2                            | 4                            | Florestas primárias e antigas de faias dos Cárpatos (2007)      |
| Madagáscar                      | 19 de julho de 1983     | Ratificação  | MG     | África                                      | 3                            | 7                            | Floresta tropical úmida de Atsinanana (2007)                    |
| Malawi                          | 5 de janeiro de 1982    | Ratificação  | MW     | África                                      | 2                            | 6                            | Arte rupestre de Chongoni (2006)                                |
| Malásia                         | 7 de dezembro de 1988   | Ratificação  | MY     | Ásia e Pacífico                             | 5                            | 5                            | Complexo de cavernas de Niah (2024)                             |
| Maldivas                        | 25 de agosto de 1986    | Adesão       | MV     | Ásia e Pacífico                             | 0                            | 1                            | —                                                               |
| Mali                            | 5 de abril de 1977      | Adesão       | ML     | África                                      | 4                            | 15                           | Túmulo de Ásquia (2004)                                         |
| Malta                           | 14 de novembro de 1978  | Adesão       | MT     | Europa e América do Norte                   | 3                            | 7                            | Templos megalíticos de Malta (1980)                             |
| Marrocos                        | 28 de outubro de 1975   | Ratificação  | MA     | Estados Árabes                              | 9                            | 14                           | Rabate (2012)                                                   |
| Mauritânia                      | 2 de março de 1981      | Ratificação  | MR     | Estados Árabes                              | 2                            | 3                            | Antigos Alcáceres de Uadane, Chingueti, Tichite e Ualata (1996) |
| México                          | 23 de fevereiro de 1984 | Adesão       | MX     | América Latina e o Caribe                   | 35                           | 24                           | Mosteiros do Popocatépetl (2021)                                |
| Moçambique                      | 27 de novembro de 1982  | Ratificação  | MZ     | África                                      | 1                            | 4                            | Ilha de Moçambique (1991)                                       |
| Moldávia                        | 23 de setembro de 2002  | Ratificação  | MD     | Europa e América do Norte                   | 1                            | 3                            | Arco geodésico de Struve (2005)                                 |
| Mónaco                          | 7 de novembro de 1978   | Ratificação  | MC     | Europa e América do Norte                   | 0                            | 1                            | —                                                               |
| Mongólia                        | 2 de fevereiro de 1990  | Adesão       | MN     | Ásia e Pacífico                             | 6                            | 12                           | Complexo das pedras de veados (2023)                            |
| Montenegro                      | 3 de junho de 2006      | Sucessão     | ME     | Europa e América do Norte                   | 4                            | 6                            | Obras venezianas de defesa (2017)                               |
| Myanmar                         | 29 de abril de 1994     | Adesão       | MM     | Ásia e Pacífico                             | 2                            | 15                           | Pagã (2019)                                                     |
| Namíbia                         | 6 de abril de 2000      | Ratificação  | NA     | África                                      | 2                            | 8                            | Mar de areia do Namibe (2013)                                   |
| Nauru                           | 22 de julho de 2024     | Ratificação  | NR     | Ásia e Pacífico                             | 0                            | 0                            | —                                                               |
| Nepal                           | 20 de junho de 1978     | Adesão       | NP     | Ásia e Pacífico                             | 4                            | 15                           | Lumbini (1997)                                                  |
| Nova Zelândia                   | 22 de novembro de 1984  | Ratificação  | NZ     | Ásia e Pacífico                             | 3                            | 8                            | Ilhas Subantárcticas Neozelandesas (1998)                       |
| Nicarágua                       | 17 de dezembro de 1979  | Adesão       | NI     | América Latina e o Caribe                   | 2                            | 5                            | Catedral de León (2011)                                         |
| Níger                           | 23 de dezembro de 1974  | Adesão       | NE     | África                                      | 3                            | 19                           | Centro Histórico de Agadez (2013)                               |
| Nigéria                         | 23 de outubro de 1974   | Ratificação  | NG     | África                                      | 2                            | 14                           | Templo de Oxum (2005)                                           |
| Niue                            | 23 de janeiro de 2001   | Ratificação  | NU     | Ásia e Pacífico                             | 0                            | 0                            | —                                                               |
| Noruega                         | 12 de maio de 1977      | Ratificação  | NO     | Europa e América do Norte                   | 8                            | 5                            | Complexo Industrial de Rjukan-Notodden (2015)                   |
| Omã                             | 6 de outubro de 1981    | Adesão       | OM     | Estados Árabes                              | 5                            | 7                            | Cidade Antiga de Calaiate (2018)                                |
| Países Baixos                   | 26 de agosto de 1992    | Adesão       | NL     | Europa e América do Norte                   | 13                           | 2                            | Fronteiras do Império Romano – Baixa Germânia (2021)            |
| Palau                           | 11 de junho de 2002     | Adesão       | PW     | Ásia e Pacífico                             | 1                            | 4                            | Lagoa Meridional das Ilhas Chelbacheb (2012)                    |
| Palestina                       | 8 de dezembro de 2011   | Ratificação  | PS     | Estados Árabes                              | 5                            | 12                           | Mosteiro de Santo Hilário (2024)                                |
| Panamá                          | 3 de março de 1978      | Ratificação  | PA     | América Latina e o Caribe                   | 5                            | 2                            | Parque Nacional de Coiba (20)                                   |
| Papua-Nova Guiné                | 28 de julho de 1997     | Adesão       | PG     | Ásia e Pacífico                             | 1                            | 7                            | Antiga Área Agrícola de Kuk (2008)                              |
| Paquistão                       | 23 de julho de 1976     | Ratificação  | PK     | Ásia e Pacífico                             | 6                            | 26                           | Forte de Rohtas (1997)                                          |
| Paraguai                        | 27 de abril de 1988     | Ratificação  | PY     | América Latina e o Caribe                   | 1                            | 12                           | La Santísima Trinidad de Paraná e Jesús de Tavarangue (1993)    |
| Peru                            | 24 de fevereiro de 1982 | Ratificação  | PE     | América Latina e o Caribe                   | 13                           | 24                           | Chankillo (2021)                                                |
| Polónia                         | 29 de junho de 1976     | Ratificação  | PL     | Europa e América do Norte                   | 17                           | 5                            | Mina histórica de prata de Tarnowskie Góry (2017)               |
| Portugal                        | 30 de setembro de 1980  | Ratificação  | PT     | Europa e América do Norte                   | 17                           | 11                           | Santuário do Bom Jesus do Monte (2019)                          |
| Quênia                          | 5 de junho de 1991      | Adesão       | KE     | África                                      | 8                            | 21                           | Sítio arqueológico de Gedi (2024)                               |
| Quirguistão                     | 3 de julho de 1995      | Adesão       | KG     | Ásia e Pacífico                             | 3                            | 3                            | Tian Shan Ocidental (2016)                                      |
| Reino Unido                     | 29 de maio de 1984      | Ratificação  | GB     | Europa e América do Norte                   | 35                           | 5                            | Flow Country (2024)                                             |
| República Centro-Africana       | 22 de dezembro de 1980  | Ratificação  | CF     | África                                      | 2                            | 9                            | Trinacional Sangha (2012)                                       |
| República do Congo              | 10 de dezembro de 1987  | Ratificação  | CG     | África                                      | 2                            | 3                            | Parque Nacional Odzala-Kokoua (2023)                            |
| República Democrática do Congo  | 23 de setembro de 1974  | Ratificação  | CD     | África                                      | 5                            | 5                            | Reserva de Fauna dos Ocapis (1996)                              |
| República Dominicana            | 12 de fevereiro de 1985 | Ratificação  | DO     | América Latina e o Caribe                   | 1                            | 13                           | Cidade colonial de Santo Domingo (1990)                         |
| Roménia                         | 16 de maio de 1990      | Adesão       | RO     | Europa e América do Norte                   | 11                           | 17                           | Conjunto Monumental de Târgu Jiu (2024)                         |
| Ruanda                          | 28 de dezembro de 2000  | Adesão       | RW     | África                                      | 2                            | 0                            | Floresta Nyungwe (2023)                                         |
| Rússia                          | 12 de outubro de 1988   | Ratificação  | RU     | Europa e América do Norte                   | 32                           | 32                           | Paisagem cultural do Kenozero (2024)                            |
| Samoa                           | 28 de agosto de 2001    | Adesão       | WS     | Ásia e Pacífico                             | 0                            | 2                            | —                                                               |
| San Marino                      | 18 de outubro de 1991   | Ratificação  | SM     | Europa e América do Norte                   | 1                            | 0                            | Centro Histórico de San Marino e Monte Titano (2008)            |
| Santa Lúcia                     | 14 de outubro de 1991   | Ratificação  | LC     | América Latina e o Caribe                   | 1                            | 0                            | Gros Piton (2004)                                               |
| Santa Sé                        | 7 de outubro de 1982    | Adesão       | VA     | Europa e América do Norte                   | 2                            | 0                            | Cidade do Vaticano (1984)                                       |
| São Cristóvão e Neves           | 10 de julho de 1986     | Adesão       | KN     | América Latina e o Caribe                   | 1                            | 2                            | Parque Nacional da Fortaleza de Brimstone Hill (1999)           |
| São Tomé e Príncipe             | 25 de julho de 2006     | Ratificação  | ST     | África                                      | 0                            | 2                            | —                                                               |
| São Vicente e Granadinas        | 3 de fevereiro de 2003  | Ratificação  | VC     | América Latina e o Caribe                   | 0                            | 3                            | —                                                               |
| Seicheles                       | 9 de abril de 1980      | Adesão       | SC     | África                                      | 2                            | 2                            | Reserva da Natureza do Vallée de Mai (1983)                     |
| Senegal                         | 13 de fevereiro de 1976 | Ratificação  | SN     | África                                      | 7                            | 8                            | País Bassari (2012)                                             |
| Serra Leoa                      | 7 de janeiro de 2005    | Adesão       | SL     | África                                      | 0                            | 5                            | —                                                               |
| Sérvia                          | 11 de setembro de 2001  | Sucessão     | RS     | Europa e América do Norte                   | 5                            | 11                           | Cemitério de tumbas medievais stećci (2016)                     |
| Singapura                       | 19 de junho de 2012     | Adesão       | SG     | Ásia e Pacífico                             | 1                            | 1                            | Jardim Botânico de Singapura (2015)                             |
| Síria                           | 13 de agosto de 1975    | Adesão       | SY     | Estados Árabes                              | 6                            | 12                           | Vilas antigas do norte sírio (2011)                             |
| Somália                         | 23 de julho de 2020     | Ratificação  | SO     | África                                      | 0                            | 3                            | —                                                               |
| Sri Lanka                       | 6 de junho de 1980      | Adesão       | LK     | Ásia e Pacífico                             | 8                            | 4                            | Planaltos centrais do Sri Lanka (2010)                          |
| Sudão                           | 6 de junho de 1974      | Ratificação  | SD     | África                                      | 3                            | 15                           | Baía de Dungonab (2016)                                         |
| Sudão do Sul                    | 9 de março de 2016      | Ratificação  | SS     | África                                      | 0                            | 3                            | —                                                               |
| Suécia                          | 22 de janeiro de 1985   | Ratificação  | SE     | Europa e América do Norte                   | 15                           | 1                            | Casas decoradas de Hälsingland (2012)                           |
| Suíça                           | 17 de setembro de 1975  | Ratificação  | CH     | Europa e América do Norte                   | 13                           | 1                            | A obra arquitetônica de Le Corbusier (2016)                     |
| Suriname                        | 23 de outubro de 1997   | Adesão       | SR     | América Latina e Caribe                     | 3                            | 0                            | Jodensavanne (2023)                                             |
| Tailândia                       | 17 de setembro de 1987  | Adesão       | TH     | Ásia e Pacífico                             | 8                            | 7                            | Phu Phrabat (2024)                                              |
| Tajiquistão                     | 28 de agosto de 1992    | Sucessão     | TJ     | Ásia e Pacífico                             | 4                            | 16                           | Rota da Seda: Corredor Zarafshan-Karakum (2023)                 |
| Tanzânia                        | 2 de agosto de 1977     | Ratificação  | TZ     | África                                      | 7                            | 7                            | Sítio de Arte Rupestre de Kondoa (2006)                         |
| Timor-Leste                     | 31 de outubro de 2016   | Ratificação  | TL     | Ásia e Pacífico                             | 0                            | 0                            | —                                                               |
| Togo                            | 15 de abril de 1998     | Adesão       | TG     | África                                      | 1                            | 4                            | Koutammakou (2004)                                              |
| Tonga                           | 30 de abril de 2004     | Adesão       | TO     | Ásia e Pacífico                             | 0                            | 2                            | —                                                               |
| Trinidad e Tobago               | 16 de fevereiro de 2005 | Ratificação  | TT     | América Latina e Caribe                     | 0                            | 3                            | —                                                               |
| Tunísia                         | 10 de março de 1975     | Ratificação  | TN     | África                                      | 9                            | 16                           | Djerba (2023)                                                   |
| Turquemenistão                  | 30 de setembro de 1994  | Sucessão     | TM     | Ásia e Pacífico                             | 5                            | 8                            | Desertos frios de Turã (2023)                                   |
| Turquia                         | 16 de março de 1983     | Ratificação  | TR     | Regiões da UNESCO#Europa e América do Norte | 21                           | 80                           | Górdio (2023)                                                   |
| Tuvalu                          | 18 de maio de 2023      | Ratificação  | TV     | Ásia e Pacífico                             | 0                            | 1                            | —                                                               |
| Ucrânia                         | 12 de outubro de 1988   | Ratificação  | UA     | Europa e América do Norte                   | 8                            | 16                           | Centro Histórico de Odessa (2023)                               |
| Uganda                          | 20 de novembro de 1987  | Adesão       | UG     | África                                      | 3                            | 8                            | Túmulos em Cassubi (2001)                                       |
| Uruguai                         | 9 de março de 1989      | Adesão       | UY     | Regiões da UNESCO#América Latina e Caribe   | 3                            | 6                            | Igreja de Atlántida (2021)                                      |
| Uzbequistão                     | 13 de janeiro de 1993   | Sucessão     | UZ     | Ásia e Pacífico                             | 7                            | 35                           | Rota da Seda: Corredor Zarafshan-Karakum (2023)                 |
| Vanuatu                         | 13 de junho de 2002     | Ratificação  | VU     | Ásia e Pacífico                             | 1                            | 5                            | Roi Mata (2008)                                                 |
| Venezuela                       | 30 de outubro de 1990   | Adesão       | VE     | América Latina e Caribe                     | 3                            | 3                            | Cidade Universitária de Caracas (2000)                          |
| Vietname                        | 19 de outubro de 1987   | Adesão       | VN     | Ásia e Pacífico                             | 8                            | 7                            | Tràng An (2014)                                                 |
| Zâmbia                          | 4 de junho de 1984      | Ratificação  | ZM     | África                                      | 1                            | 7                            | Cataratas de Vitória (1989)                                     |
| Zimbabwe                        | 15 de agosto de 1982    | Ratificação  | ZW     | África                                      | 5                            | 2                            | Colinas de Matobo (2003)                                        |